# Астронавти (роман)
«Астронавти» — науково-фантастичний роман польського письменника Станіслава Лема. Літературний дебют письменника (якщо не брати до уваги повісті «Людина з Марса» 1946 р., опублікованої в журналі з продовженням). Один з найбільш відомих його творів, проте сам Лем вельми критично ставився до нього і неохоче давав права на його перевидання.

## Публікація
Роман опублікований в 1951 році, перші переклади вийшли друком у 1954 р. в НДР і в 1956 р. в Чехословаччині. Російською мовою роман вперше з'явився в 1957 у перекладі Зінаїди Бобир.

## Сюжет
Перша частина роману написана від імені автора, в оповідному стилі. Роман починається з докладного опису падіння Тунгуського метеорита у 1908 цитат зі звіту про експедицію Кулика, який досліджував місце падіння. Згадується варіант пояснення феномену, висунутий «одним молодим радянським ученим» — гіпотеза аварії інопланетного космічного корабля.
Основні події роману відбуваються в майбутньому (щодо моменту написання) — на початку XXI століття (у романі згадуються як недавнє минуле події 2003). У світі відбулися значні соціальні перетворення: «багато років минуло з дня падіння останньої капіталістичної держави», на планеті почалася епоха комунізму. Технічний прогрес зробив крок далеко вперед. Людство оволоділо ядерною та термоядерною енергіями, повсюдно використовуються ядерні електростанції, створений ядерний двигун для космічних кораблів. Здійснюється проект зі зміни клімату: проведено штучне обводнення Сахари, тепер передбачається підвісити над полярними районами штучні термоядерні сонця, що забезпечать додатковий обігрів полюсів. Під час робіт зі спорудження обслуговуючих установок для штучних сонць у районі Підкам'яної Тунгуски, куди в свій час впав Тунгуський метеорит, знаходять надзвичайно міцну оплавлену капсулу, в якій міститься котушка з тонким металевим дротом.
Знахідка має явно неземне походження, її тут же пов'язують з Тунгуським метеоритом, який, як виявляється, був інопланетним космічним кораблем, який зазнав аварії на підльоті до Землі. Аналіз всіх даних спостереження за Тунгуським метеоритом дозволяє встановити, звідки прибув корабель — виявляється, це одна з внутрішніх планет Сонячної системи. Меркурій виключається — там неможливе життя. Отже, корабель прилетів з Венери.
Дослідження котушки показує, що дріт був нерівномірно намагнічений, ніби на ньому зроблений магнітний запис. Запис вдається частково прочитати, після чого працями величезної кількості математиків і лінгвістів проводиться розшифровка. З тієї частини запису люди дізнаються, що жителі Венери збиралися захопити Землю — відправити на Землю потік високоенергетичних частинок, під дією якого все живе загине, а після зниження рівня радіації — заселити планету. Надійність розшифровки не можна вважати стовідсотковою — залишається ймовірність помилкового тлумачення. Щоб перевірити отримані дані, приймається рішення відправити експедицію на Венеру на космічному кораблі «Космократор» — першому кораблі з ядерним двигуном, недавно побудованому на Землі і що саме проходить випробування.
У другій частині оповідання ведеться від імені пілота Сміта — льотчика, що входить до складу експедиції. Експедиція благополучно досягає Венери, переживши по шляху зустріч з метеоритним роєм. Венера виявляється землеподібною планетою зі щільною атмосферою, непридатною для дихання. Корабель здійснює посадку в пустельній місцевості, члени експедиції починають дослідження. Мешканців Венери вони не зустрічають, але зате стикаються з незрозумілими спорудами, установками, напівзруйнованими, але частково працюючими в автоматичному режимі з невідомою метою. Зрештою люди знаходять місто — зруйнованим, яке явно було знищене вибухами величезної енергії.
Знайдені у місті і сховищі в горах записи, зроблені тим же способом, що і запис на котушці, знайденій на Землі, проливають світло на таємницю. Виявляється, жителі Венери обігнали землян в технічному розвитку і як мінімум до початку XIX століття за земним літочисленням вже оволоділи ядерною енергією і почали будувати міжпланетні кораблі. Тоді вони і придумали свій план захоплення Землі. Вони створили гігантські випромінювачі заряджених частинок, щоб обстріляти Землю, генератор антигравітації, щоб виводити в космос велику кількість кораблів. Однак на останньому етапі реалізації плану на Венері розпочалася внутрішня війна, що тривала кілька десятиліть і призвела до повного занепаду. На початку XX століття одна зі сторін була настільки впевнена в успіху, що відправила на Землю корабель для попередньої розвідки, але через кілька років (в ті ж роки, коли на Землі йшла перша світова війна) Венера загинула. Конкретні обставини загибелі планети залишаються невідомими, ясно лише, що одна із сторін використовувала енергію, накопичену для знищення Землі, як зброю проти іншої сторони, в результаті знищивши всіх. Було висловлено припущення, що хтось міг вижити, але вельми невпевнено:
 — І всі загинули? … Невже всі? Хіба це можливо? Чому не вцілів ніхто, навіть в найглибших підземеллях, там, де ця чорна плазма… А може бути, де-небудь у віддаленій частині планети вони ще живуть? 
 — У нас, власне кажучи, немає ніяких даних вважати, що ніхто з цих істот не залишився в живих, — відповів китаєць, — а якщо ми так думаємо, то тільки тому, що те, що ми побачили тут, переконало нас у їх геніальності. Це звучить знущально, але це так.

## Проблематика роману
«Астронавти» — один з перших в соціалістичній фантастиці «романів-попереджень», що розповідає про наслідки глобальної війни із застосуванням ядерної зброї і про можливу агресивність інопланетян. Автор явно протиставляє суспільство Землі, що пішло по шляху гуманізму і самовдосконалення, прагне до зірок і нових відкриттів, і загибле суспільство Венери, сконцентроване на руйнуванні і яке в результаті знищило себе.
У романі, особливо його першій частині, є характерні взагалі для творів Лема об'ємні авторські відступи, що стосуються шляхів розвитку науки і техніки. Зокрема, описуючи історію створення космічних кораблів з ядерним двигуном, Лем порівнює проекти створення навколоземних станцій, на яких космічні кораблі, що стартували з Землі, могли б дозаправлятися перед польотом до планет, з проектами «плавучих островів» для дозаправки літаків під час рейсів через океани (такі проекти дійсно мали місце в перші десятиліття XX століття).
Ще одна тема книги, до якої згодом Лем повертається, зокрема, в «Магеллановій хмарі» — місце науковців і наукової роботи в суспільстві, перетворення науки з недоступної більшості, майже магічної діяльності в професію, подібну будь-якій іншій. Вибіряк оповідача пілота, далекого від науки, дозволив автору показати науковий пошук, «кухню» науки очима нефахівця, який звик дивитися на вчених «знизу вгору» і тільки у спільній роботі з ними розуміє, що і великі відкриття, геніальні осяяння, і тяжка повсякденна наукова праця — доля таких же, цілком звичайних людей, що живуть своїм людським життям. Як говорить оповідачеві професор Арсеньєв, «… по-вашому, кожен науковець — це наче дві людини: один — той, що спить, їсть, розмовляє з „необізнаними“, а інший, більш значний, невидимий, живе в світі науки? Нісенітниця! Нісенітниця, кажу вам!.. І ваш світ, і мій, і всіх нас — це той, де ми живемо і працюємо, а значить — зараз він тут, в тридцяти мільйонах кілометрів від Землі! Правда, моя професія — наука. Я до неї прив'язаний… більше того — це моя пристрасть. Мені іноді, справді, сняться математичні формули… Але чому вам можна бачити в сні свої польоти, а мені мою математику не можна? У нас просто різні спеціальності, але життя-то одне».
У традиціях фантастики середини XX століття, багато часу віддано опису фантастичних реалій. Зокрема, детально описаний космічний корабель, його конструкція, система управління, система штучної гравітації, заснована на обертанні корпуса. Для цього виділена ціла глава, де розповідається про екскурсії школярів на готовий до старту на Венеру «Космократор». Описані комп'ютери майбутнього, що мають, втім, мало спільного з реальними цифровими обчислювальними машинами, як часів Лема, так і сучасними. У романі комп'ютери, фактично, аналогові, вони побудовані з мініатюрних електронних ламп, що утворюють з допомогою з'єднань мережі, близькі по структурі до будови звичайного біологічного мозку. Мережа має певний сталий електричний стан. Обчислення зводяться до подачі на певні осередки ламп сигналів, що виводять систему зі стійкого стану. Намагаючись повернутися в цей стан, мережа породжує сигнали, які і є рішенням задачі (потрібно декодування в звичній людині вид). Програмування полягає в налаштуванні структури мережі, що приводить її до потрібного вигляду.
Під час перельоту експедиції на Венеру члени екіпажу по черзі розповідають пам'ятні історії зі свого життя. У романі наведено три історії, кожна являє собою фактично самостійну, що не має відношення до сюжету роману оповідь, розкриває якісь сторони особистості оповідача:
- пілот Сміт розповідає про невдале сходження на Канченджангу (одну з найбільших гір Гімалаїв), результатом якого стала загибель його друга;
- фізик Арсеньєв — про свого батька, який був ученим і дуже сильно вплинув на становлення сина;
- хімік Райнер — про пошук і відкриття методу виробництва силіконового каучуку.

## Екранізація
У 1960 роман був екранізований спільними зусиллями Польщі і НДР під назвою «Der schweigende Stern» («Безмовна зірка»). Самому Лему цей фільм здався «жахливим», як втім і більшість інших екранізацій його творчості.